# Marília de Dirceu
Marília de Dirceu é o título da obra poética máxima de Tomás Antônio Gonzaga, integrante do Arcadismo.

## Sobre o poema
Manuel Bandeira, analisando a obra-prima, registra que "nenhum poema, a não ser Os Lusíadas, tem tido tão numerosas edições". Sua importância na literatura de língua portuguesa é, portanto, basilar.
Publicado em Lisboa em 1792, ano em que Gonzaga partira para o exílio em Moçambique, relata seu amor por uma brasileira: Maria Doroteia Joaquina de Seixas Brandão, de quem fora noivo.
Informa José Marques da Cruz, no seu História da Literatura, que este era "o livro de cabeceira do grande lírico português João de Deus", e que este poema são "versos amorosos, de uma ternura comovida, em descantes graciosos, à sua namorada Marília, tão cheios de sentimento que Romero diz ser ele 'o mais afamado dos poetas mineiros' e Pereira da Silva 'que os seus versos rivalizam com as mais belas canções de Petrarca'. O que caracteriza os seus versos é a simplicidade, a espontaneidade tão natural, que parece prosa fluida e cantante".
Já José Veríssimo, em A Literatura Brasileira, ressalta a obra em seu contexto histórico: 
"O Uraguai, de Basílio da Gama, o Caramuru, de Durão, os sonetos e outras obras de Cláudio da Costa, a Marília de Dirceu, de Gonzaga, os poemas de Alvarenga Peixoto e de Silva Alvarenga são, sem dúvida, os primores da nossa literatura colonial e contam-se ainda entre as obras-primas da nossa poesia. Estes poetas estabelecem a transição desta literatura ainda em suma portuguesa para aquela a que já podemos sem impropriedade chamar de brasileira."
O historiador Pedro Calmon ressalta o aspecto árcade, bem como a visão lusitana de Gonzaga (in: História da Civilização Brasileira, 1937), asseverando que o mesmo não tinha ainda o ideal nativista que verificou-se no pós-1822/23:
"Superior às escolas, não fora destas, Marília é o canto pastoral em que a delicadeza do cantor veste a túnica de Alceste e a sua candura revive Cítara.1 A despeito desse abuso da mitologia, os seus versos ganham uma popularidade que só os de Casimiro de Abreu lhe disputariam tantos anos depois, e induzem à imitação os outros poetas, até à Independência."
(Nota 1): Gonzaga, sobretudo subjetivo, não manifestou nenhuma emoção nativista na sua lira, se se excetuar a VII do livro 2º. Na XXIX concita Marília a deixar o "turvo ribeirão" em que nasceu e "as já lavradas serras" (Minas) para passar ao "claro Tejo".
Como obra anterior ao Romantismo tem caracteres nitidamente árcades, embora já se vejam alguns elementos da escola futura, tais como a idealização do objeto amado. A forma é uma preocupação constante.

### Estrutura
O poema é dividido em 3 partes: a primeira com 33 "liras", com refrãos guardando certa similitude entre si. A segunda, de 38 liras, possivelmente escrita na prisão, revela um teor menos referente à amada e, por fim, a terceira e última, com 9 liras e 13 sonetos.

## Homenagens

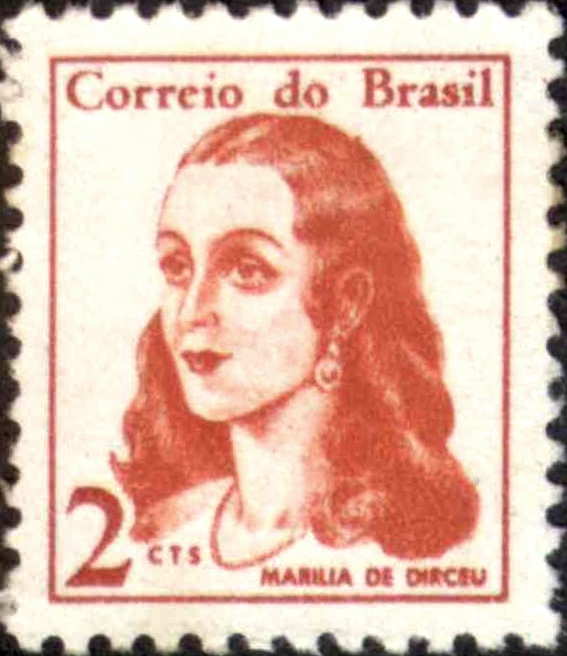
Selo postal

Tão grande importância encontram estes versos na literatura brasileira – apesar de seu autor haver nascido em Portugal – que a cidade de Marília foi batizada em sua homenagem.
Em 1962 os Correios do Brasil lançaram uma série de selos postais homenageando mulheres ilustres brasileiras. Apesar de ser uma personagem, Marília de Dirceu foi homenageada, com um rosto desenhado na estampa, sem que se saiba sob qual fundamento teria sido elaborado.

## Excertos
Assim se inicia o poema:
Eu, Marília, não sou algum vaqueiro

Que viva de guardar alheio gado;

De tosco trato, d'expressões grosseiro,

Dos frios gelos e dos sóis queimado.

Tenho próprio casal e nele assisto;

Dá-me vinho, legume, fruta, azeite;

Das brancas ovelhinhas tiro o leite

E mais as finas lãs de que me visto.

Graças, Marília bela,

Graças à minha Estrela!
E, já perto do fim, a Lira que Bandeira aponta como a mais bela:
Tu não verás, Marília, cem cativos

Tirarem o cascalho e a rica terra

Ou dos cercos dos rios caudalosos,

Ou da minada serra.

Não verás separar ao hábil negro

Do pesado esmeril a grossa areia,

E já brilharem os granetes de ouro

No fundo da bateia.

Não verás derrubar os virgens matos;

Queimar as capoeiras ainda novas;

Servir de adubo à terra a fértil cinza;

Lançar os grãos nas covas.

Não verás enrolar negros pacotes

Das secas folhas do cheiroso fumo;

Nem espremer entre as dentadas rodas

Da doce cana o sumo.

Verás em cima da espaçosa mesa

Altos volumes de enredados feitos;

Ver-me-ás folhear os grandes livros

E decidir os pleitos.

Enquanto revolver os meus consultos,

Tu me farás gostosa companhia

Lendo os fatos da sábia mestra História

E os cantos da Poesia.

Lerás em alta voz a imagem bela;

Eu, vendo que lhe dás o justo apreço,

Gostoso tornarei a ler de novo

O cansado processo.

Se encontrares louvada uma beleza,

Marília, não lhe invejes a ventura,

Que tens quem leve à mais remota idade

A tua formosura.
Marília não foi só uma personagem do clássico da literatura; ela foi real. Conheceu Dirceu (Tomás Antônio Gonzaga) em Ouro Preto com 16 anos, enquanto ele tinha 40. Seu romance permaneceu em segredo pois seus pais não aceitavam por ele ser mais velho. Quando completou 18 anos, ficaria noiva de Tomás e, no dia marcado, ele foi preso por ser um dos membros da inconfidência mineira, delatado por Joaquim Silvério dos Reis. 
Tomás Antônio Gonzaga foi preso e levado para o Rio de Janeiro, e se correspondia com ela pelos pseudônimos de Dirceu e Marília; seu nome era Maria Doroteia Joaquina de Seixas Brandão, nascida aos 8 dias do mês de novembro de 1767. Tomás então é sentenciado a viver em degredo na África, onde se casa com a filha de um negociador de escravos e morre aos 65 anos de idade; já Marília (Maria Doroteia) o espera até o fim da vida, aos 85 anos de idade, sem saber que Tomás morrera 20 anos antes.
Anos depois, no governo Vargas, os restos mortais de Tomás são trazidos de volta ao Brasil e os de Maria Doroteia são desenterrados da Igreja do Rosário e ambos são sepultados juntos (para viverem na eternidade) na Casa dos Contos – antiga casa de fundição de ouro da antiga Vila Rica (Ouro Preto) e podem ser visitados pelos turistas.